# Міра (провінція Венеція)
Міра (італ. Mira, вен. Mira) — муніципалітет в Італії, у регіоні Венето, метрополійне місто Венеція.
Міра розташована на відстані близько 400 км на північ від Рима, 16 км на захід від Венеції.
Населення — 38 779 осіб (2014).

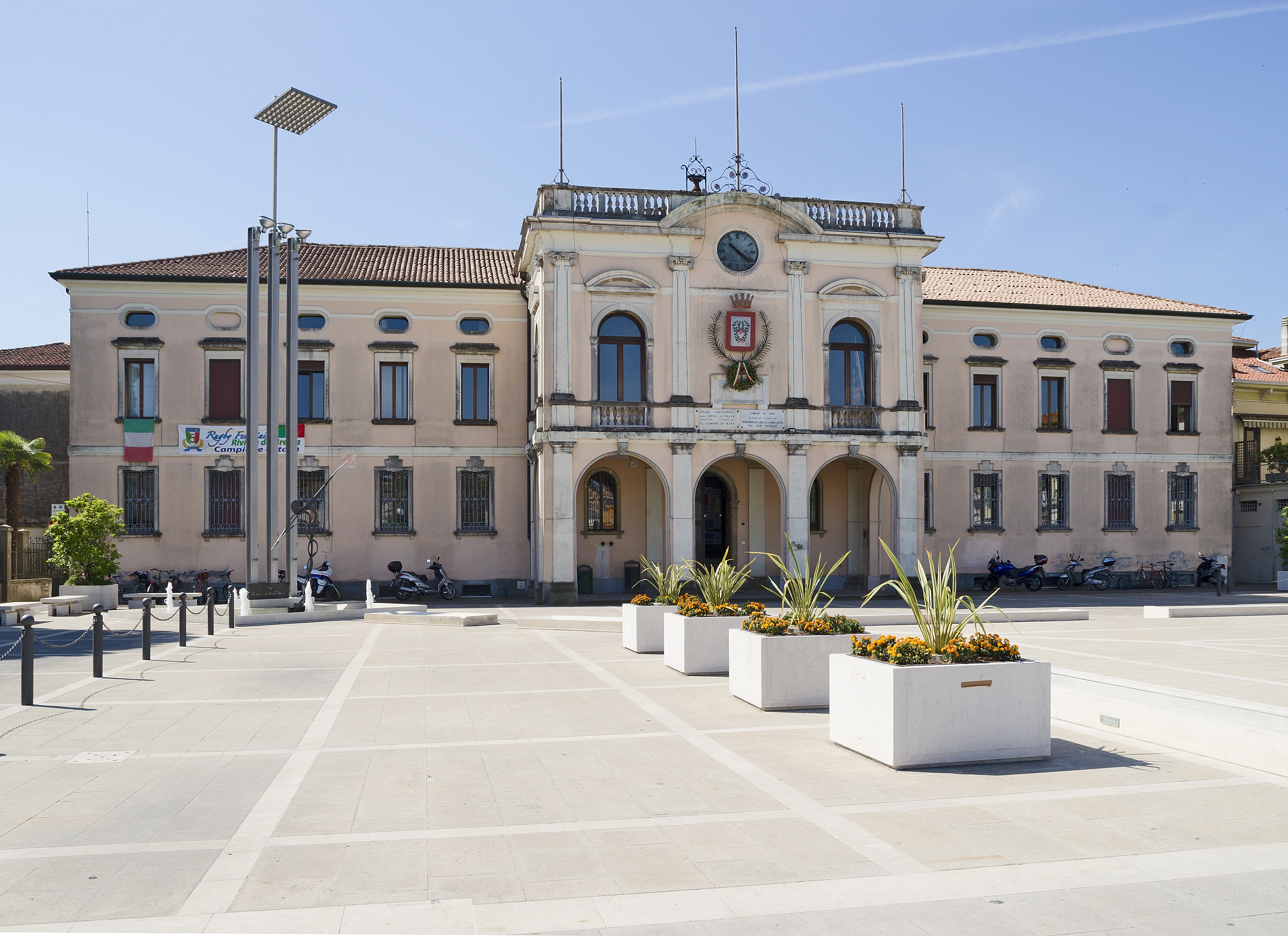

Щорічний фестиваль відбувається 6 грудня. Покровитель — San Nicolò.

## Демографія
Населення за роками:

Станом на 1 січня 2023 року в муніципалітеті офіційно проживав 3801 іноземець з 92 країн, серед них 1354 громадяни країн Євросоюзу та 202 громадяни України.

## Сусідні муніципалітети
- Кампанья-Лупія
- Доло
- Мірано
- П'яніга
- Спінеа
- Венеція